# Groupama-FDJ w sezonie 2021
Groupama-FDJ w sezonie 2021 – podsumowanie występów zawodowej grupy kolarskiej Groupama-FDJ w sezonie 2021, w którym należała ona do dywizji UCI WorldTeams.

## Transfery
Opracowano na podstawie:
| Przybyli          | Przybyli                 | Odeszli         | Odeszli           |
| Kolarz            | Poprzednia grupa (2020)  | Kolarz          | Nowa grupa (2021) |
| ----------------- | ------------------------ | --------------- | ----------------- |
| Attila Valter     | CCC Team                 | Marc Sarreau    | AG2R Citroën Team |
| Matteo Badilatti  | Israel Start-Up Nation   | Kilian Frankiny | Qhubeka NextHash  |
| Lars van den Berg | Groupama-FDJ Continental | Léo Vincent     | –                 |
| Clément Davy      | Groupama-FDJ Continental | –               | –                 |

## Skład
Opracowano na podstawie:
| Skład drużyny 2021                       | Skład drużyny 2021   | Skład drużyny 2021 | Skład drużyny 2021                      |
| Imię i nazwisko                          | Data urodzenia       | Państwo            | Poprzednia grupa                        |
| ---------------------------------------- | -------------------- | ------------------ | --------------------------------------- |
| Bruno Armirail                           | 11 kwietnia 1994     | Francja            | Occitane CF (2017)                      |
| Matteo Badilatti                         | 30 lipca 1992        | Szwajcaria         | Israel Start-Up Nation (2020)           |
| William Bonnet                           | 25 czerwca 1982      | Francja            | BBox Bouygues Telecom (2010)            |
| Alexys Brunel                            | 10 października 1998 | Francja            | Équipe continentale Groupama-FDJ (2019) |
| Clément Davy                             | 17 lipca 1998        | Francja            | Équipe continentale Groupama-FDJ (2020) |
| Mickaël Delage                           | 6 sierpnia 1985      | Francja            | Omega Pharma-Lotto (2010)               |
| Arnaud Démare                            | 26 sierpnia 1991     | Francja            | CC Nogent-sur-Oise (2011)               |
| Antoine Duchesne                         | 12 września 1991     | Kanada             | Direct Énergie (2017)                   |
| David Gaudu                              | 10 października 1996 | Francja            | Côtes d'Armor-Marie Morin (2016)        |
| Kevin Geniets                            | 9 stycznia 1997      | Luksemburg         | Équipe continentale Groupama-FDJ (2019) |
| Jacopo Guarnieri                         | 14 sierpnia 1987     | Włochy             | Katusha (2016)                          |
| Simon Guglielmi                          | 1 lipca 1997         | Francja            | Équipe continentale Groupama-FDJ (2019) |
| Ignatas Konovalovas                      | 8 grudnia 1985       | Litwa              | Marseille 13 KTM (2015)                 |
| Stefan Küng                              | 16 listopada 1993    | Szwajcaria         | BMC Racing Team (2018)                  |
| Matthieu Ladagnous                       | 12 grudnia 1984      | Francja            | Entente Sud Gascogne (2005)             |
| Olivier Le Gac                           | 27 sierpnia 1993     | Francja            | BIC 2000 (2014)                         |
| Fabian Lienhard                          | 3 września 1993      | Szwajcaria         | IAM Excelsior (2019)                    |
| Tobias Ludvigsson                        | 22 lutego 1991       | Szwecja            | Giant-Alpecin (2016)                    |
| Valentin Madouas                         | 12 lipca 1996        | Francja            | BIC 2000 (2016)                         |
| Rudy Molard                              | 17 września 1989     | Francja            | Cofidis, Solutions Crédits (2016)       |
| Thibaut Pinot                            | 29 maja 1990         | Francja            | Club Cycliste d'Étupes (2009)           |
| Sébastien Reichenbach                    | 28 maja 1989         | Szwajcaria         | IAM Cycling (2015)                      |
| Anthony Roux                             | 18 kwietnia 1987     | Francja            | UV Aube (2007)                          |
| Miles Scotson                            | 18 stycznia 1994     | Australia          | BMC Racing Team (2018)                  |
| Romain Seigle                            | 11 października 1994 | Francja            | Club Cycliste d'Étupes (2017)           |
| Ramon Sinkeldam                          | 9 lutego 1989        | Holandia           | Team Sunweb (2017)                      |
| Jake Stewart                             | 2 października 1999  | Wielka Brytania    | Équipe continentale Groupama-FDJ (2020) |
| Benjamin Thomas                          | 12 września 1995     | Francja            | Armée de terre (2017)                   |
| Attila Valter                            | 12 czerwca 1998      | Węgry              | CCC Team (2020)                         |
| Lars van den Berg                        | 7 lipca 1998         | Holandia           | Équipe continentale Groupama-FDJ (2020) |
|                                          |                      |                    |                                         |
| Źródła: ProCyclingStats Cycling Archives |                      |                    |                                         |

## Zwycięstwa
Opracowano na podstawie:
| Zwycięstwa       | Zwycięstwa                                              | Zwycięstwa | Zwycięstwa | Zwycięstwa          | Zwycięstwa |
| Data             | Wyścig                                                  | Państwo    | Kategoria  | Zwycięzca           |            |
| ---------------- | ------------------------------------------------------- | ---------- | ---------- | ------------------- | ---------- |
| 27 lut           | Classic de l’Ardèche                                    | Francja    | 1.Pro      | David Gaudu         |            |
| 4 kwi            | La Roue Tourangelle                                     | Francja    | 1.1        | Arnaud Démare       |            |
| 10 kwi           | Vuelta al País Vasco, 6. etap                           | Hiszpania  | 2.UWT      | David Gaudu         |            |
| 14 kwi           | Volta a la Comunitat Valenciana, 1. etap                | Hiszpania  | 2.Pro      | Miles Scotson       |            |
| 15 kwi           | Volta a la Comunitat Valenciana, 2. etap                | Hiszpania  | 2.Pro      | Arnaud Démare       |            |
| 17 kwi           | Volta a la Comunitat Valenciana, 4. etap                | Hiszpania  | 2.Pro      | Stefan Küng         |            |
| 18 kwi           | Volta a la Comunitat Valenciana, 5. etap                | Hiszpania  | 2.Pro      | Arnaud Démare       |            |
| 18 kwietnia 2021 | Volta a la Comunitat Valenciana, klasyfikacja generalna | Hiszpania  | 2.Pro      | Stefan Küng         |            |
| 28 maj           | Boucles de la Mayenne, 2. etap                          | Francja    | 2.Pro      | Arnaud Démare       |            |
| 29 maj           | Boucles de la Mayenne, 3. etap                          | Francja    | 2.Pro      | Arnaud Démare       |            |
| 30 maj           | Boucles de la Mayenne, 4. etap                          | Francja    | 2.Pro      | Arnaud Démare       |            |
| 30 maja 2021     | Boucles de la Mayenne, klasyfikacja generalna           | Francja    | 2.Pro      | Arnaud Démare       |            |
| 6 cze            | Tour de Suisse, 1. etap                                 | Szwajcaria | 2.UWT      | Stefan Küng         |            |
| 11 cze           | Route d’Occitanie, 2. etap                              | Francja    | 2.1        | Arnaud Démare       |            |
| 16 cze           | Mistrzostwa Szwajcarii – jazda indywidualna na czas     | Szwajcaria | CN         | Stefan Küng         |            |
| 17 cze           | Mistrzostwa Francji – jazda indywidualna na czas        | Francja    | CN         | Benjamin Thomas     |            |
| 18 cze           | Mistrzostwa Luksemburga – jazda indywidualna na czas    | Luksemburg | CN         | Kevin Geniets       |            |
| 20 cze           | Mistrzostwa Luksemburga – start wspólny                 | Luksemburg | CN         | Kevin Geniets       |            |
| 20 cze           | Mistrzostwa Litwy – start wspólny                       | Litwa      | CN         | Ignatas Konovalovas |            |
| 15 sie           | Polynormande                                            | Francja    | 1.1        | Valentin Madouas    |            |
| 9 wrz            | Mistrzostwa Europy – jazda indywidualna na czas         | Włochy     | CC         | Stefan Küng         |            |
| 18 wrz           | Tour de Luxembourg, 5. etap                             | Luksemburg | 2.Pro      | David Gaudu         |            |
| 10 paź           | Paryż-Tours                                             | Francja    | 1.Pro      | Arnaud Démare       |            |

## Ranking UCI
| Ranking UCI | Ranking UCI           | Ranking UCI     | Ranking UCI |
| Kolarz      | Kolarz                | Państwo         | Punkty      |
| ----------- | --------------------- | --------------- | ----------- |
| 16.         | David Gaudu           | Francja         | 1773 pkt    |
| 26.         | Stefan Küng           | Szwajcaria      | 1463 pkt    |
| 51.         | Arnaud Démare         | Francja         | 1014 pkt    |
| 71.         | Valentin Madouas      | Francja         | 768 pkt     |
| 142.        | Jake Stewart          | Wielka Brytania | 431 pkt     |
| 224.        | Kevin Geniets         | Luksemburg      | 293 pkt     |
| 240.        | Attila Valter         | Węgry           | 268 pkt     |
| 243.        | Thibaut Pinot         | Francja         | 261 pkt     |
| 277.        | Rudy Molard           | Francja         | 236 pkt     |
| 306.        | Bruno Armirail        | Francja         | 208 pkt     |
| 327.        | Sébastien Reichenbach | Szwajcaria      | 197 pkt     |
| 403.        | Matteo Badilatti      | Szwajcaria      | 154 pkt     |
| 424.        | Benjamin Thomas       | Francja         | 146 pkt     |
| 428.        | Olivier Le Gac        | Francja         | 144 pkt     |
| 440.        | Miles Scotson         | Australia       | 137 pkt     |
| 540.        | Ignatas Konovalovas   | Litwa           | 103 pkt     |
| 687.        | Antoine Duchesne      | Kanada          | 75 pkt      |
| 725.        | Lars van den Berg     | Holandia        | 71 pkt      |
| 813.        | Tobias Ludvigsson     | Szwecja         | 60 pkt      |
| 847.        | Alexys Brunel         | Francja         | 56 pkt      |
| 1026.       | Romain Seigle         | Francja         | 42 pkt      |
| 1440.       | Fabian Lienhard       | Szwajcaria      | 20 pkt      |
| 1545.       | Clément Davy          | Francja         | 18 pkt      |
| 1576.       | Simon Guglielmi       | Francja         | 17 pkt      |
| 1988.       | Matthieu Ladagnous    | Francja         | 8 pkt       |
| 2339.       | Ramon Sinkeldam       | Holandia        | 3 pkt       |